# Vitesse in het seizoen 1989/90
|               | Eredivisie | KNVB beker | Totaal |
| ------------- | ---------- | ---------- | ------ |
| Wedstrijden   | 34         | 6          | 40     |
| Gewonnen      | 15         | 3          | 18     |
| Gelijk        | 11         | 2          | 13     |
| Verloren      | 8          | 1          | 9      |
| Thuis         | 17         | 2          | 19     |
| Uit           | 17         | 4          | 21     |
| Gele kaarten  | 24         | 4          | 28     |
| 2× gele kaart | 0          | 0          | 0      |
| Rode kaarten  | 1          | 0          | 1      |
| Doelsaldo     | +18        | +6         | +24    |
| voor          | 49         | 11         | 60     |
| tegen         | 31         | 5          | 36     |
| ‘De Nul’      | 12         | 3          | 15     |

Vitesse kwam in het seizoen 1989/1990 voor het eerst in tien jaar weer uit in de Eredivisie, na promotie als kampioen van de Eerste divisie. Daarnaast nam het Arnhemse elftal deel aan het toernooi om de KNVB beker, waarin voor de derde keer in de clubhistorie de finale behaald werd.

## Samenvatting
De Vitesse-selectie stond in het seizoen 1989/'90 voor het derde seizoen op rij onder leiding van trainer Bert Jacobs.
In de Eredivisie eindigde Vitesse dit seizoen als 4e met 41 punten (in het "2 punten"-systeem). Vitesse plaatste zich daardoor voor de eerste keer voor Europees voetbal om de UEFA Cup.

In de KNVB beker behaalde Vitesse de finale, die op 25 april 1990 tegen PSV gespeeld werd in De Kuip. Vitesse verloor de finale met 1-0.
In de competitie bezochten gemiddeld 8.900 toeschouwers Vitesse in Nieuw-Monnikenhuize.
In 1989 zijn voorzitter Karel Aalbers en Joop Mutgeert onderscheiden als Gouden Vitessenaren. Beide heren bekleedde jaren diverse bestuurlijke functies binnen Vitesse.

## Selectie en statistieken
Legenda
| - W Wedstrijden - Doelpunten | - Gele kaarten (inclusief 2× geel) - 2× gele kaart in 1 wedstrijd - Rode kaarten (inclusief 2× geel) | - B Basisplaatsen - In Wissels In - Uit Wissels Uit |

| Nat.               | Spelersnaam          | Eredivisie | Eredivisie | Eredivisie | Eredivisie | Eredivisie | Eredivisie | Eredivisie | Eredivisie |  | KNVB beker | KNVB beker | KNVB beker | KNVB beker | KNVB beker | KNVB beker | KNVB beker | KNVB beker |  | Totaal | Totaal | Totaal | Totaal | Totaal | Totaal | Totaal | Totaal |
| Nat.               | Spelersnaam          | W          |            |            |            |            | B          | In         | Uit        |  | W          |            |            |            |            | B          | In         | Uit        |  | W      |        |        |        |        | B      | In     | Uit    |
| ------------------ | -------------------- | ---------- | ---------- | ---------- | ---------- | ---------- | ---------- | ---------- | ---------- |  | ---------- | ---------- | ---------- | ---------- | ---------- | ---------- | ---------- | ---------- |  | ------ | ------ | ------ | ------ | ------ | ------ | ------ | ------ |
| Vlag van Nederland | Hans van Arum        | 31         | 10         | 0          | 0          | 0          | 26         | 5          | 5          |  | 5          | 1          | 0          | 0          | 0          | 4          | 1          | 1          |  | 36     | 11     | 0      | 0      | 0      | 30     | 6      | 6      |
| Vlag van Nederland | Theo Bos             | 33         | 1          | 3          | 0          | 0          | 33         | 0          | 1          |  | 6          | 0          | 1          | 0          | 0          | 6          | 0          | 0          |  | 39     | 1      | 4      | 0      | 0      | 39     | 0      | 1      |
| Vlag van Nederland | John van den Brom    | 33         | 14         | 2          | 0          | 0          | 33         | 0          | 1          |  | 6          | 4          | 1          | 0          | 0          | 6          | 0          | 0          |  | 39     | 18     | 3      | 0      | 0      | 39     | 0      | 1      |
| Vlag van Nederland | René Eijer           | 32         | 3          | 4          | 0          | 0          | 32         | 0          | 3          |  | 6          | 1          | 0          | 0          | 0          | 6          | 0          | 0          |  | 38     | 4      | 4      | 0      | 0      | 38     | 0      | 3      |
| Vlag van Nederland | Anne Evers           | 3          | 0          | 0          | 0          | 0          | 0          | 3          | 0          |  | 0          | 0          | 0          | 0          | 0          | 0          | 0          | 0          |  | 3      | 0      | 0      | 0      | 0      | 0      | 3      | 0      |
| Vlag van Nederland | Raimond van der Gouw | 34         | 0          | 0          | 0          | 0          | 34         | 0          | 0          |  | 6          | 0          | 0          | 0          | 0          | 6          | 0          | 0          |  | 40     | 0      | 0      | 0      | 0      | 40     | 0      | 0      |
| Vlag van Nederland | Rick Hilgers         | 30         | 13         | 2          | 0          | 0          | 26         | 4          | 14         |  | 5          | 0          | 0          | 0          | 0          | 5          | 0          | 1          |  | 35     | 13     | 2      | 0      | 0      | 31     | 4      | 15     |
| Vlag van Nederland | Jurrie Koolhof       | 33         | 2          | 1          | 0          | 0          | 16         | 17         | 5          |  | 6          | 1          | 0          | 0          | 0          | 3          | 3          | 2          |  | 39     | 3      | 1      | 0      | 0      | 19     | 20     | 7      |
| Vlag van Nederland | Martin Laamers       | 32         | 2          | 5          | 0          | 0          | 32         | 0          | 1          |  | 6          | 0          | 2          | 0          | 0          | 6          | 0          | 0          |  | 38     | 2      | 7      | 0      | 0      | 38     | 0      | 1      |
| Vlag van Nederland | Bart Latuheru        | 22         | 2          | 0          | 0          | 0          | 22         | 0          | 1          |  | 4          | 1          | 0          | 0          | 0          | 4          | 0          | 1          |  | 26     | 3      | 0      | 0      | 0      | 26     | 0      | 2      |
| Vlag van Rusland   | Valeri Masalitin     | 5          | 0          | 0          | 0          | 0          | 1          | 4          | 0          |  | 0          | 0          | 0          | 0          | 0          | 0          | 0          | 0          |  | 5      | 0      | 0      | 0      | 0      | 1      | 4      | 0      |
| Vlag van Nederland | Roberto Straal       | 19         | 0          | 1          | 0          | 0          | 15         | 4          | 4          |  | 3          | 0          | 0          | 0          | 0          | 2          | 1          | 0          |  | 22     | 0      | 1      | 0      | 0      | 17     | 5      | 4      |
| Vlag van Nederland | Edward Sturing       | 34         | 0          | 1          | 0          | 0          | 34         | 0          | 0          |  | 6          | 0          | 0          | 0          | 0          | 6          | 0          | 1          |  | 40     | 0      | 1      | 0      | 0      | 40     | 0      | 1      |
| Vlag van Nederland | Frans Thijssen       | 32         | 0          | 1          | 0          | 0          | 32         | 0          | 1          |  | 6          | 1          | 0          | 0          | 0          | 6          | 0          | 2          |  | 38     | 1      | 1      | 0      | 0      | 38     | 0      | 3      |
| Vlag van Nederland | Arjan Vermeulen      | 32         | 1          | 4          | 0          | 0          | 32         | 0          | 4          |  | 5          | 0          | 0          | 0          | 0          | 5          | 0          | 0          |  | 37     | 1      | 4      | 0      | 0      | 37     | 0      | 4      |
| Vlag van Nederland | Hans Visser          | 11         | 0          | 0          | 0          | 0          | 6          | 5          | 3          |  | 3          | 0          | 0          | 0          | 0          | 1          | 2          | 0          |  | 14     | 0      | 0      | 0      | 0      | 7      | 7      | 3      |
| Vlag van Nederland | Raymond de Vries     | 1          | 0          | 0          | 0          | 0          | 0          | 1          | 0          |  | 1          | 1          | 0          | 0          | 0          | 0          | 1          | 0          |  | 2      | 1      | 0      | 0      | 0      | 0      | 2      | 0      |
| Vlag van Nederland | Hans Willemsen       | 0          | 0          | 0          | 0          | 0          | 0          | 0          | 0          |  | 0          | 0          | 0          | 0          | 0          | 0          | 0          | 0          |  | 0      | 0      | 0      | 0      | 0      | 0      | 0      | 0      |
| Totaal             | Totaal               | 34         | 49         | 24         | 0          | 0          | 374        | 43         | 43         |  | 6          | 11         | 4          | 0          | 0          | 66         | 8          | 8          |  | 40     | 60     | 28     | 0      | 0      | 440    | 51     | 51     |
| Nat.               | Spelersnaam          | W          |            |            |            |            | B          | In         | Uit        |  | W          |            |            |            |            | B          | In         | Uit        |  | W      |        |        |        |        | B      | In     | Uit    |
| Nat.               | Spelersnaam          | Eredivisie | Eredivisie | Eredivisie | Eredivisie | Eredivisie | Eredivisie | Eredivisie | Eredivisie |  | KNVB beker | KNVB beker | KNVB beker | KNVB beker | KNVB beker | KNVB beker | KNVB beker | KNVB beker |  | Totaal | Totaal | Totaal | Totaal | Totaal | Totaal | Totaal | Totaal |

### Topscorers
| Nr.                         | Naam                        | Doelpunt(en) |
| --------------------------- | --------------------------- | ------------ |
| 1                           | John van den Brom           | 14           |
| 2                           | Rick Hilgers                | 13           |
| 3                           | Hans van Arum               | 10           |
| 4                           | René Eijer                  | 3            |
| 5                           | Jurrie Koolhof              | 2            |
| 5                           | Martin Laamers              | 2            |
| 5                           | Bart Latuheru               | 2            |
| 8                           | Theo Bos                    | 1            |
| 8                           | Arjan Vermeulen             | 1            |
| Eigen doelpunt tegenstander | Eigen doelpunt tegenstander | 1            |
| Totaal                      | Totaal                      | 49           |

| Nr.                         | Naam                        | Doelpunt(en) |
| --------------------------- | --------------------------- | ------------ |
| 1                           | John van den Brom           | 4            |
| 2                           | Hans van Arum               | 1            |
| 2                           | René Eijer                  | 1            |
| 2                           | Jurrie Koolhof              | 1            |
| 2                           | Bart Latuheru               | 1            |
| 2                           | Frans Thijssen              | 1            |
| 2                           | Raymond de Vries            | 1            |
| Eigen doelpunt tegenstander | Eigen doelpunt tegenstander | 1            |
| Totaal                      | Totaal                      | 11           |

| Nr.                         | Naam                        | Doelpunt(en) |
| --------------------------- | --------------------------- | ------------ |
| 1                           | John van den Brom           | 18           |
| 2                           | Rick Hilgers                | 13           |
| 3                           | Hans van Arum               | 11           |
| 4                           | René Eijer                  | 4            |
| 5                           | Jurrie Koolhof              | 3            |
| 5                           | Bart Latuheru               | 3            |
| 7                           | Martin Laamers              | 2            |
| 8                           | Theo Bos                    | 1            |
| 8                           | Frans Thijssen              | 1            |
| 8                           | Arjan Vermeulen             | 1            |
| 8                           | Raymond de Vries            | 1            |
| Eigen doelpunt tegenstander | Eigen doelpunt tegenstander | 2            |
| Totaal                      | Totaal                      | 60           |

## Wedstrijden
Bron: Vitesse Statistieken
| Legenda    |
| ---------- |
| Winst      |
| Gelijkspel |
| Verlies    |

### Eredivisie
| Datum             | Thuis            | Uitslag   | Uit              | Doelpuntenmakers Vitesse                                                   | Bijzonderheden                                        |
| ----------------- | ---------------- | --------- | ---------------- | -------------------------------------------------------------------------- | ----------------------------------------------------- |
| 13 augustus 1989  | Vitesse          | 1-1 (0-0) | Fortuna Sittard  | Van Arum (1-1)                                                             |                                                       |
| 16 augustus 1989  | Ajax             | 5-2 (3-0) | Vitesse          | Van den Brom (5-1), Hilgers (5-2)                                          |                                                       |
| 20 augustus 1989  | FC Den Haag      | 2-1 (1-1) | Vitesse          | Eijer (1-1)                                                                |                                                       |
| 27 augustus 1989  | Sparta Rotterdam | 1-1 (0-1) | Vitesse          | Van den Brom (0-1)                                                         |                                                       |
| 3 september 1989  | Vitesse          | 2-1 (1-0) | Feyenoord        | Hilgers (1-0), Van Arum (2-0)                                              |                                                       |
| 10 september 1989 | Vitesse          | 4-0 (2-0) | HFC Haarlem      | Van den Brom (3x; 1-0, 2-0, 3-0), Koolhof (4-0)                            |                                                       |
| 17 september 1989 | FC Twente        | 1-1 (0-0) | Vitesse          | Van den Brom (0-1)                                                         |                                                       |
| 24 september 1989 | Vitesse          | 0-1 (0-1) | FC Groningen     | (-)                                                                        |                                                       |
| 30 september 1989 | MVV Maastricht   | 1-5 (1-2) | Vitesse          | Hilgers (2x; 1-3, 1-4), Van Arum (1-1), Latuheru (1-2), Eijer (1-5)        |                                                       |
| 15 oktober 1989   | Vitesse          | 0-0       | BVV Den Bosch    | (-)                                                                        |                                                       |
| 21 oktober 1989   | PSV              | 0-1 (0-1) | Vitesse          | Van Arum (0-1)                                                             |                                                       |
| 29 oktober 1989   | Vitesse          | 2-0 (1-0) | Willem II        | Van den Brom (2x; 1-0, 2-0)                                                |                                                       |
| 5 november 1989   | RKC Waalwijk     | 0-1 (0-1) | Vitesse          | Joore (e.d.; 0-1)                                                          |                                                       |
| 19 november 1989  | Vitesse          | 2-0 (1-0) | Roda JC          | Hilgers (1-0), Latuheru (2-0)                                              |                                                       |
| 26 november 1989  | FC Volendam      | 1-0 (1-0) | Vitesse          | (-)                                                                        |                                                       |
| 3 december 1989   | N.E.C.           | 0-4 (0-0) | Vitesse          | Hilgers (2x; 0-2, 0-3), Laamers (2x; 0-1, 0-4)                             |                                                       |
| 10 december 1989  | Vitesse          | 1-1 (0-1) | Ajax             | Hilgers (1-1)                                                              |                                                       |
| 17 december 1989  | Vitesse          | 5-1 (1-0) | FC Utrecht       | Van den Brom (2x; 4-1, 5-1), Hilgers (1-0), Koolhof (2-0), Vermeulen (3-0) |                                                       |
| 20 januari 1990   | Fortuna Sittard  | 0-0       | Vitesse          | (-)                                                                        |                                                       |
| 28 januari 1990   | Vitesse          | 1-1 (1-1) | FC Den Haag      | Van Arum (1-1)                                                             |                                                       |
| 4 februari 1990   | Feyenoord        | 0-0 (0-0) | Vitesse          | (-)                                                                        |                                                       |
| 11 februari 1990  | Vitesse          | 2-1 (1-1) | Sparta Rotterdam | Van den Brom (1-0), Bos (2-1)                                              |                                                       |
| 17 februari 1990  | HFC Haarlem      | 0-2 (0-1) | Vitesse          | Van Arum (0-1), Van den Brom (0-2)                                         |                                                       |
| 3 maart 1990      | Vitesse          | 1-2 (0-1) | FC Twente        | Hilgers (1-1)                                                              |                                                       |
| 11 maart 1990     | FC Groningen     | 3-1 (0-1) | Vitesse          | Van Arum (0-1)                                                             | Reserve doelman Hans Willemsen weggestuurd in de rust |
| 18 maart 1990     | Vitesse          | 2-1 (0-1) | MVV Maastricht   | Van Arum (1-1), Eijer (2-1)                                                |                                                       |
| 25 maart 1990     | BVV Den Bosch    | 1-2 (0-1) | Vitesse          | Van Arum (0-1), Hilgers (0-2)                                              |                                                       |
| 1 april 1990      | Vitesse          | 0-2 (0-1) | PSV              | (-)                                                                        |                                                       |
| 7 april 1990      | Willem II        | 1-1 (0-0) | Vitesse          | Van den Brom (0-1)                                                         |                                                       |
| 14 april 1990     | Vitesse          | 1-1 (0-0) | RKC Waalwijk     | Van Arum (1-0)                                                             |                                                       |
| 16 april 1990     | Roda JC          | 0-1 (0-0) | Vitesse          | Hilgers (0-1)                                                              |                                                       |
| 22 april 1990     | Vitesse          | 0-1 (0-0) | FC Volendam      | (-)                                                                        |                                                       |
| 29 april 1990     | Vitesse          | 0-0       | N.E.C.           | (-)                                                                        |                                                       |
| 6 mei 1990        | FC Utrecht       | 1-2 (0-2) | Vitesse          | Hilgers (0-1), Van den Brom (0-2)                                          |                                                       |

### KNVB beker
| Datum            | Ronde          | Thuis       | Uitslag        | Uit          | Doelpuntenmakers Vitesse                           | Bijzonderheden                                                                                            |
| ---------------- | -------------- | ----------- | -------------- | ------------ | -------------------------------------------------- | --- |
| 8 oktober 1989   | Eerste ronde   | AFC         | 2-2 (0-1, 2-2) | Vitesse      | Van Arum (0-1), Eijer (1-2)                        | Vitesse wint na strafschoppen (2-4)                                                                       |
| 13 december 1989 | Tweede ronde   | HFC Haarlem | 0-3 (0-0)      | Vitesse      | Bouwens (e.d.; 0-1), Koolhof (0-2), Latuheru (0-3) | |
| 14 januari 1990  | Achtste finale | Vitesse     | 1-0 (0-0)      | FC Groningen | Van den Brom (1-0)                                 | |
| 14 februari 1990 | Kwartfinale    | Roda JC     | 2-2 (1-1, 1-1) | Vitesse      | Thijssen (1-1), De Vries (2-2)                     | Vitesse wint na strafschoppen (3-4); Eijer, Laamers, De Vries en Bos scoren, Van den Brom mist strafschop |
| 14 maart 1990    | Halve finale   | Vitesse     | 3-0 (1-0)      | Willem II    | Van den Brom (3x; 1-0, 2-0, 3-0)                   | |
| 25 april 1990    | Finale         | PSV         | 1-0 (0-0)      | Vitesse      | (-)                                                | |

### Oefenwedstrijden
| Datum            | Thuis              | Uitslag    | Uit             | Doelpuntenmakers Vitesse                                           | Bijzonderheden                                           |
| ---------------- | ------------------ | ---------- | --------------- | ------------------------------------------------------------------ | -------------------------------------------------------- |
| 15 juli 1989     | SVS Stevensbeek    | 0-11 (0-6) | Vitesse         | Van den Brom (4x), Koolhof (3x), Van Arum (2x), Madsen, Straal     |                                                          |
| 16 juli 1989     | SV Altweerterheide | 1-4        | Vitesse         | Van den Brom (2x), Van Arum, Eijer                                 | Laamers mist strafschop                                  |
| 17 juli 1989     | Streekelftal Weert | 0-4        | Vitesse         | Van den Brom (4x; 0-1, 0-2, 0-3, 0-4)                              |                                                          |
| 19 juli 1989     | SV Meerssen        | 0-3 (0-1)  | Vitesse         | Hilgers (2x; 0-1, 0-2), Van Arum (0-3)                             |                                                          |
| 24 juli 1989     | Telstar            | 0-2 (0-2)  | Vitesse         | Van den Brom (0-1), Vermeulen (0-2)                                |                                                          |
| 25 juli 1989     | AGOVV              | 1-4 (1-1)  | Vitesse         | Van den Brom (0-1), Koolhof (1-2), Eijer (1-3), Sonneville (1-4)   |                                                          |
| 29 juli 1989     | De Graafschap      | 1-4 (0-1)  | Vitesse         | Van Arum (2x; 0-3, 1-4), Madsen (0-1), Eijer (0-2)                 | Koolhof mist strafschop                                  |
| 1 augustus 1989  | FC Wageningen      | 0-2 (0-0)  | Vitesse         | Koolhof (0-1), Van den Brom (0-2)                                  |                                                          |
| 4 augustus 1989  | Vitesse            | 2-2 (1-2)  | Fenerbahçe      | Özdemir (e.d.; 1-0), Koolhof (2-2)                                 |                                                          |
| 6 augustus 1989  | SCE                | 0-8 (0-2)  | Vitesse         | Van den Brom (2x), Sonneville (2x), Eijer, Keizer, Koolhof, Visser |                                                          |
| 8 augustus 1989  | De Treffers        | 0-5 (0-1)  | Vitesse         | Visser (2x; 0-2, 0-3), Hilgers (2x; 0-4, 0-5), Latuheru (0-1)      |                                                          |
| 5 september 1989 | ESCA               | 1-4 (0-2)  | Vitesse         | Koolhof (3x; 0-1, 0-2, 1-4), Van Arum (1-3)                        |                                                          |
| 10 oktober 1989  | Velps comb. elftal | 1-7 (0-1)  | Vitesse         | Koolhof (2x; 0-1, ?), Van Arum (2x), Bos, Van den Brom, Sonneville | Gespeeld bij DVOV                                        |
| 17 oktober 1989  | VV APWC            | 1-4 (1-1)  | Vitesse         | Van den Brom (0-1), Sonneville (1-2), De Vries (1-3), Eijer (1-4)  |                                                          |
| 2 januari 1990   | Go Ahead Eagles    | 1-3 (0-2)  | Vitesse         | Koolhof (2x; 0-1, 0-2), Keizer (0-3)                               |                                                          |
| 6 januari 1990   | AZ                 | 0-0        | Vitesse         | (-)                                                                |                                                          |
| 7 januari 1990   | Telstar            | 1-1 (0-0)  | Vitesse         | Van Arum (0-1)                                                     |                                                          |
| 20 februari 1990 | Vitesse            | 2-0 (1-0)  | CSKA Moskou     | Van den Brom (1-0), Straal (2-0)                                   |                                                          |
| 18 mei 1990      | Real Mallorca      | 2-0 (1-0)  | Vitesse         | (-)                                                                | TOT-Sport Trophee; Van den Brom                          |
| 19 mei 1990      | Vitesse            | 4-4 (2-2)  | Fortuna Sittard | Koolhof (1-0), De Vries (2-0), Laamers (3-3), Keizer (4-3)         | TOT-Sport Trophee; Fortuna Sittard wint na strafschoppen |